# Ферзиково (посёлок)
Фе́рзиково — посёлок в Калужской области России. Административный центр Ферзиковского района, образует сельское поселение «посёлок Ферзиково».

## География
Расположен в 32 км к востоку от Калуги, в 3 км к югу от автодороги Калуга — Таруса. Железнодорожная станция на линии Калуга — Тула.

## История
Ферзиково было образовано в конце XIX века, как посёлок при железнодорожной станции.
С 1950 года посёлок является центром Ферзиковского района.
В 2006—2011 годах имел статус посёлка городского типа (в рамках местного самоуправления — муниципальное образование со статусом городского поселения); с 2011 года — посёлок сельского типа (в рамках местного самоуправления — сельское поселение).

## Население
| 1959  | 1970  | 1979  | 1989  | 2002  | 2010  | 2011  |
| ----- | ----- | ----- | ----- | ----- | ----- | ----- |
| 1924  | ↗3434 | ↗4330 | ↗4570 | ↘4392 | ↗4696 | ↗5363 |
| 2012  | 2013  | 2014  | 2015  | 2016  | 2017  | 2018  |
| ↘4755 | ↗4856 | ↘4820 | ↘4655 | ↗4669 | ↗4837 | ↗4882 |
| 2019  | 2020  | 2021  |       |       |       |       |
| ↗4917 | ↘4890 | ↘4472 |       |       |       |       |

## Экономика
- Калужский завод пресс-форм, производящий изделия из пластмасс и изготавливающий литьевые пресс-формы
- завод по производству трубчатых электронагревателей (ТЭН) — производство ТЭНов и бытовых электронагревательных приборов на основе ТЭН.
- производство пиломатериалов
- сельскохозяйственное товарищество
- завод «ЛафаржХолсим»

## Достопримечательности
В 3 км от посёлка, непосредственно на самой автодороге Калуга — Таруса расположено село Ферзиково, известное с XVIII века, принадлежавшее коллежскому советнику А. Н. Чирикову.
На ж.д станции Ферзиково разворачиваются события в фильме «Скорый поезд».